# Shūzō Oshimi
Shūzō Oshimi (押見 修造?, Oshimi Shūzō; Kiryū, 1981) è un fumettista giapponese.

## Opere
- Superfly (スーパーフライ?, Sūpāfurai) - opera indipendente (2001)[1], pubblicata per la prima volta nella raccolta Avant-garde Yumeko[2].
- Mayokana no paranoia star (真夜中のパラノイアスター?, Mayokana no paranoia sutā) - edito da Ohta Publishing (2002)[3].
- Avant-garde Yumeko (アバンギャルド夢子?, Abangyarudo Yumeko) - edito da Kōdansha (2003), pubblicato in un volume unico[2].
- Sweet Poolside (スイートプールサイド?, Suīto Pūrusaido) - edito da Kōdansha (2004), pubblicato in un volume unico[4].
- Devil Ecstasy (デビルエクスタシー?, Debiru Ekusutashī) - edito da Kōdansha (2005-2006)[5][6], pubblicato in quattro volumi[6].
- Yutai nova - Viaggi astrali (ユウタイノヴァ?) - edito da Kōdansha (2007-2008), pubblicato in due volumi[7].
- Drifting Net Café (漂流ネットカフェ?, Hyōryū Netto Kafe) - edito da Futabasha (2008-2011)[8], pubblicato in sette volumi[9].
- I fiori del male (惡の華?, Aku no hana) - edito da Kōdansha (2009-2014)[10], pubblicato in undici volumi[11].
- Shino non sa dire il suo nome (志乃ちゃんは自分の名前が言えない?, Shino-chan wa jibun no namae ga ienai) - edito da Ohta Publishing (2011–2012), pubblicato in un volume unico[12].
- Dentro Mari (ぼくは麻理のなか?, Boku wa Mari no naka) - edito da Futabasha (2012-2016)[13], pubblicato in nove volumi[14].
- Happiness (ハピネス?, Hapinesu) - edito da Kōdansha (2015-2019)[15].
- Waltz (ワルツ?, Warutsu) - edito da Shōdensha (2017), autoconclusivo[16].
- Tracce di sangue (血の轍?, Chi no wadachi) - edito da Shogakukan (2017-2023)[17].
- Bentornato, Alice (おかえりアリス?, Okaeri Arisu) - edito da Kōdansha (2020-2023).